# Дитяче боді

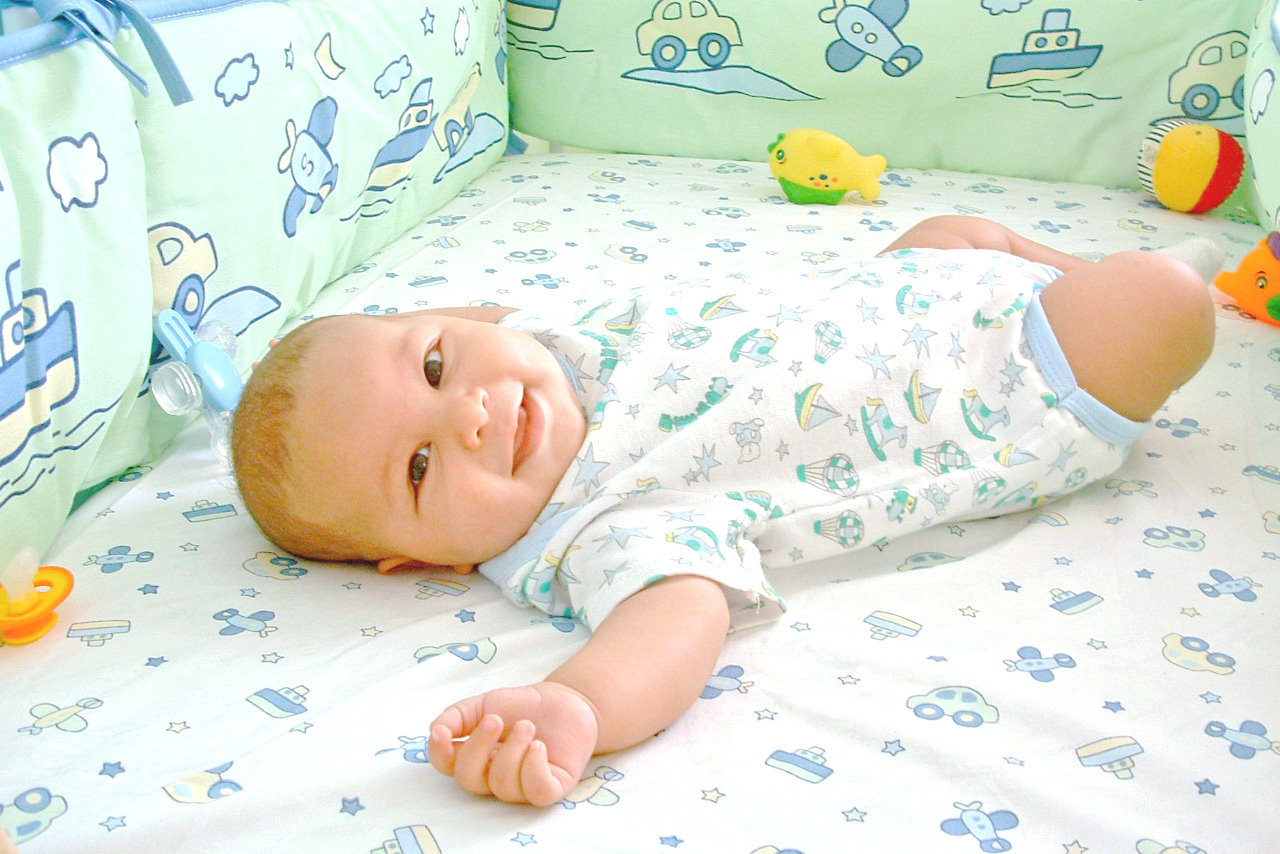
Малюк в боді

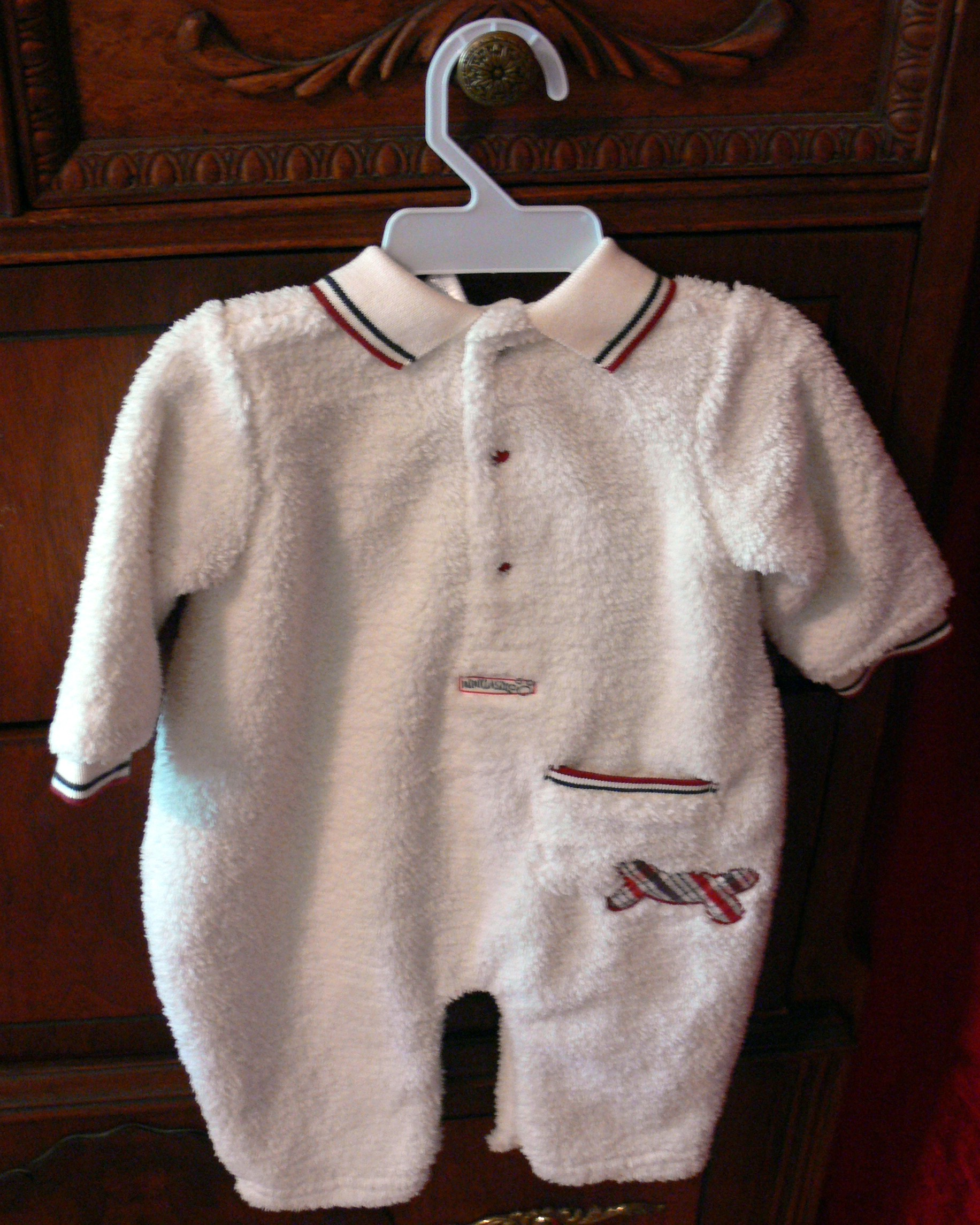
Один з видів Onesies

Дитяче боді — вид дитячого одягу, який об'єднує футболку і труси в одному елементі. Надівається через голову. Буває з короткими і довгими рукавами, а також боді майка. Особливість боді в тому, що в паховій частині воно застібається на кнопки або липучки, — тим самим, воно зручно для надягання і знімання дитячих підгузків.
Дитяче боді розрізняється за способом застібання: знизу на кнопочки в паховій зоні та боді із захо́дом (застібки-кнопочки починаються від плічка або від грудей, проходять навскоси і закінчуються біля стегна).
Поширеним назвою для одягу даного типу (особливо в США) є англ. onesies — насправді це торгова марка компанії Gerber Childrenswear, епонім. Так може називатися як власне дитяче боді з коротким рукавом і без штанин, так і костюмчик піжамного типу з короткими штанинами.